# Iniunctum nobis
Il documento papale Iniunctum nobis ("Ci è stato ingiunto") fu una bolla pontificia che papa Paolo III pubblicò il 14 marzo 1543 (o 1544).
La bolla si collega idealmente alla bolla Regimini militantis ecclesiae del 27 settembre 1540, con la quale papa Paolo III aveva ufficialmente approvato, pur con la restrizione di un massimo di sessanta professi, la Compagnia di Gesù.
La Iniunctum nobis reitera l'approvazione della Compagnia e toglie il limite al numero dei professi.